# Tesuque Pueblo

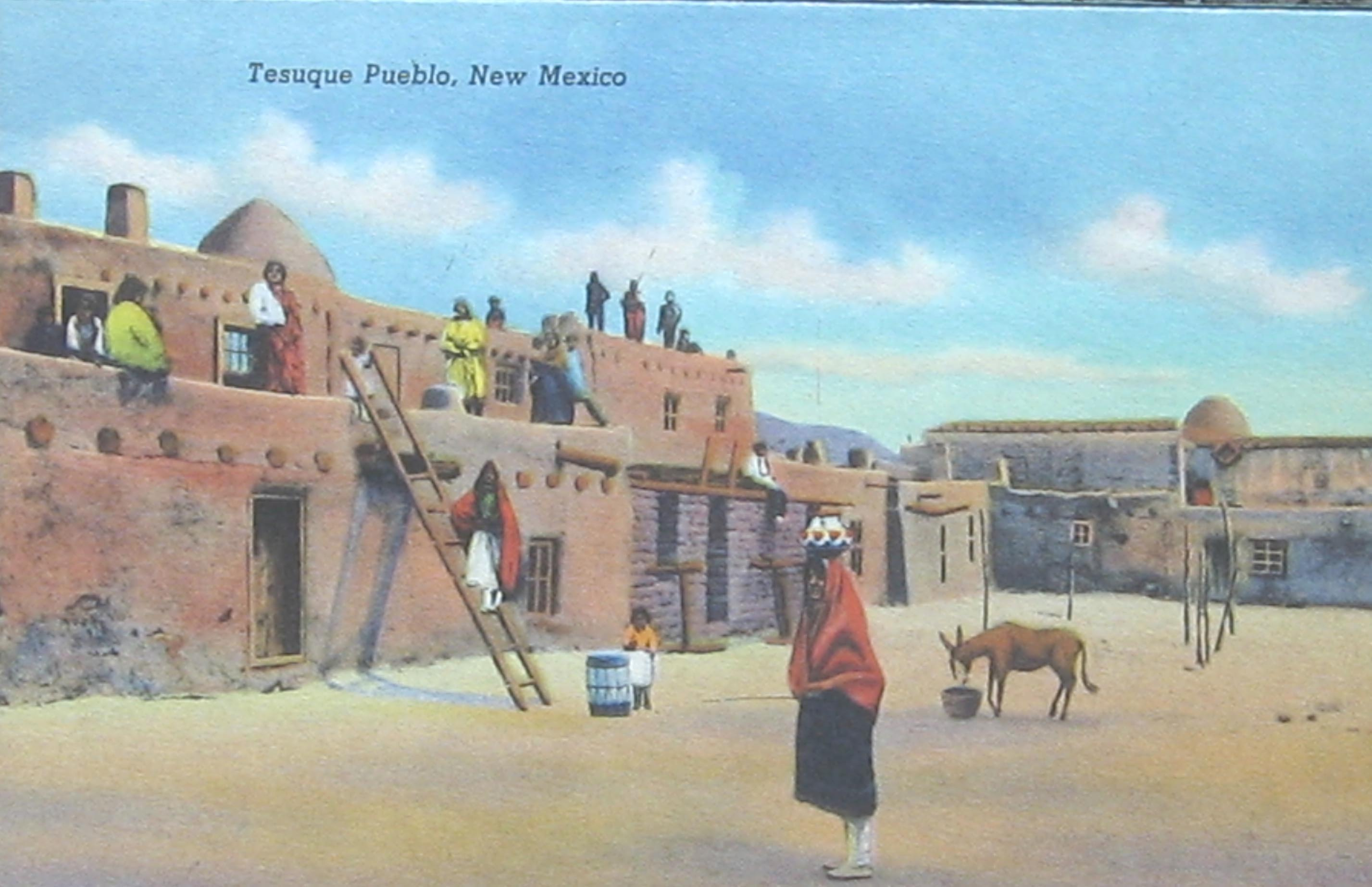
Gammalt vykort som visar Tesuque Pueblo.

Tesuque Pueblo (tewa: Tec'úgé) är den sydligaste tewaindianska pueblon belägen strax norr om Santa Fe, New Mexico. Den har varit bebodd sedan förhistorisk tid och invånarna talar en dialekt av tewa, som är ett språk tillhörigt språkfamiljen kiowa-tanoan. 
Vid folkräkningen 2000 rapporterade 425 personer att de räknade de sig som helt eller delvis tillhörande eller härstammande från Tesuque. 